# Вимана, Жан-Пьер
Жан-Пьер Вимана (фр. Jean Pierre Wimana; род. 3 июля 1984) — конголезский шоссейный велогонщик.

## Карьера
В 2011 году стал чемпионом Республики Конго в групповой и индивидуальной гонке.

## Достижения
2011
 Чемпион Республики Конго — групповая гонка
 Чемпион Республики Конго — индивидуальная гонка